# セモヴェンテ M6 da 75/18
セモヴェンテ M6 da 75/18は、イタリア陸軍が、第二次世界大戦初期の1939年から1940年にかけて開発を企図していた、自走砲である。
木製のモックアップが作られたのみで、実車は作られていない。

## 概要
第二次世界大戦の開戦が迫った1939年、イタリア陸軍は、列強諸国に遅れを取っていた軍備の近代化を、急いで進める必要があった。
軍事予算の大半がイタリア海軍に割り当てられてきたために、イタリア陸軍の装備は、量も質も問題を抱えていたのである。
特に、歩兵による攻撃の時に、歩兵を支援するために必要な、榴弾や煙幕弾を発射するための、大口径砲を搭載した、戦車と自走砲が欠如していた。
これについては、1930年代におけるアンサルド 9トン戦車の開発の失敗もあり、その要求は未だ達成されていなかった。
当時、イタリア陸軍が保有していた主な戦車は、L3軽戦車やFIAT3000軽戦車であったが、前者は車体が小型すぎ、後者は時代遅れであった。
また、歩兵支援のためには、機関銃や37 mm砲や47 mm砲では、火力不足であった。
また、大口径砲としては、FIAT2000にも搭載された、M1913 17口径 65 mm砲（山砲）があったが、これは一世代前の旧式であった。
イタリア陸軍には、大口径砲を搭載可能な、適度な大きさ・重量・速度・装甲を兼ね備えた、新型車両が必要であった。
そこで、白羽の矢が立ったのが、フィアット社とアンサルド社のプライベートベンチャーとして開発された、M6中戦車（後のL6/40軽戦車）であった。
まだ量産にこそ入っていなかったが、試作車は1936年には完成していた。
この車両が自走砲の土台に選ばれたのは、1939年の時点では、他に適当な車両が無かったからである。
M11/39中戦車はあったが、生産中であり、そもそもM11/39中戦車自体が、実態は自走砲であった。
1940年の時点には、M13/40中戦車も、あるにはあったが、これも戦車用の需要で一杯であり、自走砲用にシャーシを回す余裕は無かった。
このM6のシャーシを延長し、その上に、既にイタリア軍に大量に配備されていた75 mm榴弾砲を、限定旋回式の防盾で囲んで、搭載する「予定であった」のが、本車である。
この砲は1939年10月30日に本車に採用することが決定された。この18口径の75 mm榴弾砲は、後に開発された、セモヴェンテ da 75/18の主砲にも、採用されている。
この砲を囲んでいるのは、固定戦闘室でも、旋回砲塔でもなく、オープントップ（天板無し）、オープンバック（背板無し）の、限定旋回式の、防盾である。
しかし、同じくL6/40のシャーシをベースとした、47 mm対戦車砲搭載のセモヴェンテ da 47/32（乗員3 名）ですら、車内が非常に狭いのに、より大口径の75 mm榴弾砲と砲弾を搭載した本車は、非実用的なまでの車内の狭さであったと想像される。
M6中戦車は、1940年に、M13/40中戦車の登場により、L6/40軽戦車に、名称と分類が変更されている。
しかし、1940年3月に、フィアット社とアンサルド社に、583両ものL6/40軽戦車の大量発注があり、両社は当分の間、L6/40軽戦車の生産に集中することになった。
そうしているうちに、M13/40中戦車の生産が軌道に乗り、そちらの方が自走砲のベースとして、より車体が大きく、ふさわしいことから、歩兵支援用の大口径砲を搭載した自走砲（セモヴェンテ）の開発計画は、M13/40中戦車のシャーシをベースとした、セモヴェンテ da 75/18へと移行した。
結局、セモヴェンテ M6は、モックアップが製作されたのみで、開発計画は立ち消えとなった。
しかし、セモヴェンテ M6は、セモヴェンテ da 75/18に至るための、前身的な存在であったと言えるであろう。